# Appendix Probi
L'Appendix Probi è una lista di 227 parole latine, copiata a penna sugli ultimi fogli di un codice vergato nello Scriptorium di Bobbio nel 700 circa. La lista in appendice è ritenuta più antica del codice che la riporta (sarebbe stata cioè copiata da un antigrafo) e potrebbe risalire al III o al IV secolo d.C. o più probabilmente al pieno V.
L'opera copiata nel codice e contenente l'Appendix si intitola Instituta artium e il suo autore viene identificato con un certo Probo, da non confondere con l’altro più famoso grammatico, il Marco Valerio Probo del I sec. d.C., con cui non ha alcuna relazione . Il codice fu scoperto nel monastero di Bobbio da Giorgio Galbiate nel 1493 e rivisto qualche anno dopo dal Parrasio, ed è ora conservato nella Biblioteca Nazionale di Napoli come Napoletano latino 1.

## La lista
Nella lista sono indicate delle forme grafiche non corrispondenti alla buona norma del latino classico: le grafie riflettevano piuttosto il modo in cui le parole erano pronunciate e testimoniano la forza di queste "deviazioni" all'epoca in cui il grammatico sentiva l'esigenza di combatterle.
Di seguito alcuni esempi (la forma costante è "x" non "y"):
- aqua non acqua
- auris non oricla
- calida non calda
- columna non colomna
- oculus non oclus
- speculum non speclum
- februarius non febrarius
- masculus non masclus
- vetulus non veclus
- lancea non lancia
- favilla non failla
- Hercules non Herculens
- aquaeductus non aquiductus
- pridem non pride
- olim non oli
- idem non ide
- nunquam non nunqua
- passim non passi
- mensa non mesa
- orbis non orbs
- formosus non formunsus
- ansa non asa
- flagellum non fragellum
- calatus non galatus
- vinea non vinia
- hostiae non ostiae
- hermeneumata non erminomata
- adhuc non aduc
- tymum non tumum

In questi errori commessi dagli studenti è possibile intravedere gli sviluppi fonetici che avrebbero portato dal latino alle attuali lingue romanze. Non sempre però le forme con aberrazione sono l'antecedente per la forma romanza (così ad esempio nell'Appendix troviamo cultellum non cuntellum).